# Jambu (Kledung)
Jambu is een bestuurslaag in het regentschap Temanggung van de provincie Midden-Java, Indonesië. Jambu telt 805 inwoners (volkstelling 2010).